# Cratere Mondamin
Mondamin  è un cratere sulla superficie di Cerere.